# Claude Théodore Decaen
Pour les articles homonymes, voir Decaen.
Claude Théodore Decaen, né le 30 septembre 1811 à Utrecht et mort le 2 septembre 1870 à Metz, est un général français.

## Biographie
Élève à l'École spéciale militaire le 19 novembre 1827, Decaen entre comme sous-lieutenant au 21e de ligne le 30 septembre 1829 et fait la campagne d'Afrique en 1830 et 1831. Il passe lieutenant le 20 juin 1838, puis capitaine le 28 mai 1839. Capitaine adjudant-major le 14 juillet, il passe avec son grade au 7e bataillon de chasseurs à pied le 20 octobre 1840.
Chevalier de la Légion d'honneur le 22 avril 1847, il est nommé chef de bataillon au 62e de ligne le 6 mai 1850, puis reçoit le commandement du ler bataillon de chasseurs à pied le 24 décembre 1851 et part pour l'Algérie où il reste de 1852 à 1854.
Lieutenant-colonel au 11e léger le 28 décembre 1853 et au 86e de ligne le 1er janvier 1855, il est envoyé devant Sébastopol et devient colonel du 7e de ligne le 21 mars de la même année. À la prise de Sébastopol, sa conduite attira sur lui l'attention de ses chefs et lui valut sa nomination au grade de général de brigade le 22 septembre 1855. Il reçut alors le commandement de la 2e brigade de la 1re division d'infanterie du 1er corps de l'armée d'Orient et, le 7 février 1858, il commandait une brigade d'infanterie de la garde impériale.
Rentré en France, il part pour l'armée d'Italie à la tête de la 2e brigade de la 2e division de la garde impériale et, le lendemain de la bataille de Magenta, il est élevé au grade de général de division et prend le commandement de la 2e division du 2e corps, en remplacement du général Espinasse, tué à l'ennemi.
Lors de la guerre de 1870, Decaen commande la 4e division du 3e corps d'armée, lui-même commandé par le maréchal Bazaine. Le 12 août, à la suite de plusieurs déconvenues lors de batailles contre les Allemands, l'Empereur réorganise l'armée du Rhin en deux parties, l'une commandée par Mac Mahon et la seconde, commandée par Bazaine. Ce dernier commande donc aux 2e, 3e, 4e, 6ème corps et à la Garde. Le commandement du 3e, devenu vacant, est confié au général Decaen. Le 14 août, à la bataille de Borny, le général Decaen est gravement blessé à la cuisse mais refuse de s'évacuer. Son cheval est ensuite tué sous lui, et il est à nouveau blessé gravement. Le maréchal Bazaine lui ordonne alors de rejoindre l'ambulance. Opéré et ramené à Metz, il agonise durant plus de quinze jours et meurt le 2 septembre. Ses funérailles sont l'occasion pour la population de Metz de montrer son attachement à l'Armée.

## Hommages
La rue Claude-Decaen dans le 12e arrondissement de Paris lui rend hommage depuis 1877. L'ancien quartier Claude Decaen, à Caen, a porté son nom (caserne du 43e Régiment d’Artillerie). Elle a aujourd’hui disparu, mais le jardin public Claude Decaen a été aménagé au début des années 2000 sur une partie du terrain libéré par l’armée. Son nom est également passé, de manière officieuse, au quartier construit sur le reste du site militaire, dit « quartier Général Claude Decaen ».
La rue du Général Decaen l'honore depuis le 26 mars 1954 dans le quartier de Metz-Borny.

## Source
- César Lecat Bazancourt, La Campagne d’Italie de 1859, Paris, Amyot, 1860.